# Filozófiai hermeneutika
A hermeneutika az értelmezést és megértést vizsgáló filozófiai tudományág, az erre vonatkozó elméletek összessége. 
A „hermeneutika” (görög) szó az „értelmezés tudományát” jelenti, maga a szó Hermésznek, az antik görög kor egyik istenének a nevéből származik, aki az istenek hírnöke, ugyanígy közvetíti a szövegek jelentését annak írott vagy beszélt alakja is. Legalábbis a görögök ennek az istennek a nevéből származtatták hermeneuein = „kijelent”, „megvilágít” szavukat.
Az első Hermeneutika címet viselő mű Arisztotelész Herméneutikája (az Organon c. gyűjtemény része), bár hasonló problémákat szórványosan már Platón is vizsgált párbeszédes formában írt késői műveiben. Maga Arisztotelész valószínűleg a „kijelent” értelmében használta e szót, és szóban forgó műve valóban az egyszerű kijelentések tanát, ezek néhány filozófiai vonatkozású problémáit tárgyalja, így e műve logikai, nem pedig (filozófiai) hermeneutikai tárgyú.
A középkorban a Biblia értelmezéséről folyó viták is lendületet adtak az ilyen kutatásoknak, szintúgy a 15. században a reneszánsz és humanizmus elterjedésével az ókori, eredeti, antik szövegek újrafelfedezése, de a mai értelemben vett hermeneutika megteremtőjének Friedrich Schleiermachert tekinthetjük, aki túllépett a konkrét és írott szövegek elemzésén, a nyelvet előtérbe helyezve és az értelmezést a szöveg újrateremtéseként, reprodukcióként felfogva (ezzel az értelmezés folyamatát énfilozófiai szemszögbe állítva). A hermeneutika később, a 20. század elején az énfilozófiából visszatért az arisztotelészi, inkább létfilozófiai (ontológiai) hagyományhoz (Otto Friedrich Bollnow, Eduard Spranger) (ez irányzatra alapozott aztán például Martin Heidegger is). A hermeneutika a 19. század végére tehát a filozófia egy külön részterületévé fejlődött.

## Története
Említettük, hogy a tudományág nevét valószínűleg Arisztotelész követői, a peripatetikusok adták.
A hermeneutikát mint a vallási szövegek és tanok értelmezésének kulcsát Alexandriai Philón (Kr. e. 25 – Kr. u.50) kezdte alkalmazni. Philón életét annak megmutatására tette föl, hogy a görög filozófia és a keresztény tanok közt nincs ellentmondás, sőt mindkettő lényegében ugyanazon gondolatok kétféle kifejezése. Ennek érdekében azonban a Biblia szó szerinti értelmezésétől el kellett térnie, és felfednie, hogy a szövegnek mélyebb, és igazabb jelentése van. Erre kényszerültek az utána jövő korai keresztény filozófusok is, hiszen szó szerint értelmezve az írások egyes részletei közt rengeteg ellentmondás van (különösen az Ószövetség és Újszövetség által írtak között).
Philón után az első jelentősebb áttörést az effajta problémák megoldásában Hippói Szent Ágostonnak sikerült elérnie, sajátos hermeneutikai vonatkozással is bíró elméletet, a patrisztikát megalkotva (A keresztény tanításról c. műben). Abból a neoplatonikusok által is hirdetett elvből indult ki, hogy Istenről a magára hagyatkozó elme semmi biztosat és lényegeset nem képes mondani. A kereszténység elsősorban hit kérdése, és a keresztény tanok racionális megértése legfeljebb elmélyíti az ember hitét (de megalapozni nem képes). Különbséget kell tenni az írások szó szerinti és morális megértése (avagy megértése és átérzése) között. A szó szerinti értés a racionális gondolkodásnak felelne meg, de ez Istenről semmi bizonyosat nem képes mondani (tehát fölösleges a Szentírás szövegeit és a benne lévő ellentmondásokat boncolgatni, mert Isten felette áll a racionalitásnak, tehát ez soha nem fog hozzá elvezetni).
Az ő nyomán is formálódó középkori skolasztika az Írások négyféle értelmezését különböztette meg:
1. betű szerinti – ez tudósít a történésekről
2. allegorikus – ez fejti ki a keresztény dogmákat
3. tropologikus vagy morális – ez útmutatást ad a gyakorlati viselkedéshez
4. anagogikus – ez a kinyilatkoztatás legmélyebb titkaihoz vezet el

A reformáció után a hermeneutika és a teológia különvált, lehetőséget adva az előbbinek a filológiában és a jogtudományban való alkalmazására. Luther Márton azt hirdette, az Írások értelmezéséhez nincs szükség közvetítőre, a keresztény embernek megvan a képessége, hogy az írásokat önmaga értelmezze. A reformátorok különösen a Biblia allegorikus értelmezésének lehetőségét tagadták és ennek kártékony voltát hirdették (mivel ez elszakadást jelent a Biblia kínálkozó értelmezésétől, és így lehetőséget ad az értelemhamisításra).
A 15. században, a reneszánsz korában, mely szellemi áramlat magát az antik kor örökösének tartotta, és így visszatért az eredeti antik görög és latin művek tanulmányozásához, a humanista oktatásban a hermeneutika az írott szövegek tanulmányozását jelentette. E tudományág nagy diadala és hasznának komoly bizonyítéka volt Lorenzo (v. Laurentius) Valla itáliai könyvtáros-filozófus-tanár-humanista eredménye, a Constitutum Donatio Constantini nevű szöveg hamisítvány voltának bizonyítása (kizárólag a szöveg nyelvezetének vizsgálatára támaszkodva).

## A modern hermeneutika legjelentősebb művelői
A mai értelemben vett hermeneutika megteremtőjének Friedrich Schleiermacher (1768, Breslau – 1834, Berlin) német lutheránus teológust tekinthetjük, aki túllépve a konkrét és írott szövegek elemzésén, a nyelvet előtérbe helyezve és az értelmezést reprodukcióként felfogva (ezzel az értelmezés folyamatát énfilozófiai szemszögbe állítva). A hermeneutika később, a 20. század elején az énfilozófiából visszatért az arisztotelészi, inkább létfilozófiai (ontológiai) hagyományhoz (Otto Friedrich Bollnow, Eduard Spranger) (erre az irányzatra alapozott azután például Heidegger is). A nyomában járó Wilhelm Dilthey (1833–1911) a hermeneutikát többek között a humán tudományok alapvető módszerének tartotta (talán úgy, ahogy a matematikai gondolkodás a természettudományok egyik alapmódszere); s a „két világ” (reáltudományok és humán tudományok) közti különbséget pusztán módszertaninak tartva, kimondta a szellemtudományoknak a természettudományokkal való egyenrangúságát.
A jelentős művelők közé tartozik még Rudolf Bultmann és Hans-Georg Gadamer is.